# Ван Поппель, Жан-Поль
Жан Поль Ван Поппель (нидерл. Jean-Paul van Poppel; 30 сентября 1962, Тилбург, Нидерланды) — голландский профессиональный шоссейный велогонщик, обладатель зелёной майки лучшего финишера на Тур де Франс 1987 года. Многократный победитель этапов  Тур де Франс, Джиро д'Италия и Вуэльты Испании. Ныне спортивный директор голландской велосипедной команды Roompot - Orange.

## Карьера
Жан-Поль Ван Поппель один из самых успешных голландских шоссейных спринтеров в истории. В 1984 году, когда на Олимпийских играх в Лос-Анджелесе ещё участвовали любители, он принял участие в групповой гонке, где занял 44 место. Спустя год спортсмен перешёл в профессионалы и  начал свою велосипедную карьеру с командой Skala. В 1986 году к нему пришли первые крупные успехи: победы на 2 и 13 этапе Джиро д'Италия.
С тех пор карьера голландца пошла в гору. В 1987 году Жан-Поль победил на 2 этапах Тур де Франс и выиграл зелёную майку лучшего спринтера на Большой петле. А в 1988 году Ван Поппель-старший четыре раза финишировал первым на этапах Тур де Франс, что является голландским рекордом побед на одном французском Туре.
За десятилетнюю карьеру в профессионалах (1985—1995) спортсмен выиграл 9 этапов Тур де Франс, 4 этапа Джиро д'Италия и 9 этапов Вуэльты Испании. Кроме того отметился викториями на этапах на таких гонках как: Тиррено — Адриатико, Париж-Ницца, Тур Бельгии, Тур Дании. Одна из последних побед — известная однодневная гонка по дорогам Франции Этуаль де Бессеж.
После того как велогонщик завершил свою профессиональную карьеру в 1995 году, он стал работать спортивным директором в женских велосипедных командах. В 2009-2010  был одним из директоров команды Cervélo TestTeam, базирующейся в Швейцарии. С 2011 по 2014 год — спортивный директор в Vacansoleil-DCM. Сейчас он работает в команде вместе Roompot - Orange вместе с Эриком Брекингом и Майклом Богертом.

## Семья
Жан-Поль Ван Поппель дважды женат. Его первая жена - Леонтьен Ван дер Линден (Leontien van der Lienden), участница Олимпийских игр 1984 года в Лос-Анджелесе, родила ему троих детей: сыновей Боя (род. 1988) и Данни (род. 1993), также профессиональных велогонщиков и дочь Ким (род. 1990), которая пробовала себя в велокроссе. Вторая жена Жан-Поля - также велогонщица - чемпионка Нидерландов по велокроссу 2008 года Мирьям Мелхерс-Ван Поппель (Mirjam Melchers-van Poppel).